# Frederick Muhlenberg
Frederick Augustus Muhlenberg, född 1 januari 1750 i Providence, Pennsylvania, död 4 juni 1801 i Lancaster, Pennsylvania, var en amerikansk luthersk präst och politiker. Han var kyrkoherde i New York, kongressman från Pennsylvania och kongressens förste talman.

## Ungdom och tidiga liv
Muhlenberg var son till den framstående tysk-amerikanske teologen Henry Muhlenberg. Vid tretton års ålder skickades han tillsammans med sina bröder till latinskolan vid den av August Hermann Francke grundade stiftelsen i Halle an der Saale. Efter latinskolan studerade han ett år vid universitetet i Halle, innan han 1770 återvände till Pennsylvania tillsammans med sin bror Henry. Samma år blev Muhlenberg prästvigd i det tysk-lutherska samfundet tillsammans med brodern. 

## Kyrkoherde
Efter prästvigningen var Muhlenberg adjunkt åt sin svåger i Berks County, Pennsylvania. 1773 kallades han som kyrkoherde till Christ Church, en tysk-luthersk församling i New York. Både Muhlenberg och församlingen  stödde den patriotiska saken, men staden som helhet var ett starkt lojalistiskt fäste och han tog 1776 tjänstledigt och flyttade tillbaka till Pennsylvania med familjen. 

## Talman
1779 valde Pennsylvanias lagstiftande församling Muhlenberg som delegat till den andra kontinentalkongressen. Redan året därpå avgick han från kongressen och blev invald i Pennsylvanias lagstiftande församling och blev där vald till dess talman. Denna församling hade ettåriga mandat och Muhlenberg blev invald och utsedd till talman även 1781 och 1782. 1783-1784 var han vald till president i Board of Censors, statens Pennsylvanias högsta politiska kontrollorgan. 1787 var han talman för det konvent som i Pennsylvania ratificerade Förenta Staternas författning. Till den första federala kongressen valdes både Muhlenberg och hans bror Peter 1789. Frederick valdes då till kongressens förste talman. Han omvaldes till den andra, tredje och fjärde kongressen 1791-1797, men var talman igen endast under den tredje kongressen 1793-1795. Han hade då gått över från det federalistiska till det demokratisk-republikanska lägret.